# Powiat de Tarnobrzeg
Pour les articles homonymes, voir Tarnobrzeg (homonymie).
Le powiat de Tarnobrzeg (en polonais, powiat tarnobrzeski) est un powiat appartenant à la voïvodie des Basses-Carpates, dans le sud-est de la Pologne.

## Division administrative
Le powiat de Tarnobrzeg compte 4 communes :
- 2 communes urbaines-rurales : Baranów Sandomierski et Nowa Dęba ;
- 2 communes rurales : Gorzyce et Grębów.